# Søvind
Søvind es una localidad situada en el municipio de Horsens, en la región de Jutlandia Central (Dinamarca), con una población estimada a principios de 2012 de unos 1058 habitantes.
Se encuentra ubicada al este de la península de Jutlandia, al sur de la ciudad de Aarhus y cerca de la costa del mar Báltico.